# Charles Walter De Vis
Charles Walter De Vis (voor 1882 bekend als C.W. Devis,  1829 - 1915) was een Britse geestelijke en natuuronderzoeker vooral geïnteresseerd in vogels maar ook in buideldieren, vissen, amfibieën, reptielen en planten.

## Biografie
De Vis studeerde aan het Magdelene College van de Universiteit van Cambridge. In 1849 werd hij diaken in de anglicaanse Kerk daarna ontving hij zijn priesterwijding en werd in 1854 rector (een priesterlijke functie vergelijkbaar met dominee of pastor) in Brecon (Wales). Maar omdat hij meer belangstelling koesterde voor natuurlijke historie werd hij conservator aan het Queen's Park Museum in Rochdale (Manchester).
In juni 1870 emigreerde hij naar Australië. Hij was daar mede-oprichter van de Royal Society of Queensland en de eerste vicevoorzitter van de Royal Australasian Ornithologists Union.

## Zijn werk en nalatenschap
Zijn belangrijkste werk betrof fossielen en vogels van Queensland en het zuidelijk deel van Australië. Als ornitholoog was hij meer succesvol dan als paleontoloog omdat hij (zoals zo veel vogelkundigen uit die tijd) te weinig wist over stratigrafie, evolutionaire ontwikkeling en het verschil tussen subfossielen en werkelijke fossielen van reeds lang uitgestorven organismen.
Hij schreef ongeveer 130 artikelen over vogels, vissen, reptielen, en buideldieren, en verslagen over zijn paleontologische verkenningen. Verder deed hij antropologisch onderzoek en publiceerde over talen die de Aboriginals spraken.
De Vis beschreef negen vogelgenera en 33 Australische soorten die anno 2024 nog als zodanig worden erkend zoals de langstaartrupsvogel.
- Australian Dictionary of Biography: de-vis-charles-walter-3406
- Author citation (botany): De Vis
- Gemeinsame Normdatei: 119147971
- International Standard Name Identifier: 0000 0000 6319 0885
- SNAC: w66x15sr
- Museum of New Zealand Te Papa Tongarewa: 45681
- Trove: 521355
- Virtual International Authority File: 52492873
- WorldCat: E39PBJqbqBYqj9yDhByJ7pJYyd